# Closet Monster (film)
Closet Monster er en canadisk dramafilm fra 2015, instrueret af Stephen Dunn.
Filmen havde premiere ved Toronto Film Festival, hvor den vandt filmfestivalens pris for bedste canadiske film.

## Medvirkende
- Connor Jessup som Oscar Madly
- Aaron Abrams som Peter Madly
- Isabella Rossellini som stemmen til Buffy
- Joanne Kelly som Brin Madly
- Aliocha Schneider som Wilder
- Sofia Banzhaf som Gemma
- Jack Fulton som Unge Oscar
- Mary Walsh som Allison
- James Hawksley som Andrew